# Михайлівський ландшафтний заказник
Миха́йлівський заказник — ландшафтний заказник місцевого значення в Україні. Розташований на території Новоодеського та Вознесенського районів Миколаївської області, у межах Мурахівської сільської ради.
Площа — 87,2 га. Статус надано згідно з рішенням Миколаївської обласної ради від № 24 від 02.02.1995 року задля охорони флористичних комплексів неогенових кристалічних відслонень.
Заказник розташований на північ від села Михайлівка.